# Montcalm megye
Montcalm megye az Amerikai Egyesült Államokban, azon belül Michigan államban található. Megyeszékhelye Stanton, legnagyobb városa Greenville. Lakosainak száma 66 614 fő (2020. április 1.). Montcalm megye Mecosta, Ionia, Isabella, Gratiot, Clinton, Newaygo és Kent megyékkel határos.

## Népesség
A megye népességének változása:
| Lakosok száma | 63 261 | 63 225 | 63 081 | 63 105 | 62 945 | 66 614 |
|               | 2010   | 2011   | 2012   | 2013   | 2015   | 2020   |